# Polyrhachis semiaurata
Polyrhachis semiaurata é uma espécie de formiga do gênero Polyrhachis, pertencente à subfamília Formicinae.